# Gundsø
 Gundsø  is een voormalige gemeente in Denemarken. De oppervlakte bedroeg 63,52 km². De gemeente telde 15.749 inwoners waarvan 7920 mannen en 7829 vrouwen (cijfers 2005). Gundsø telde in juni 2005 289 werklozen. Er waren 6453 auto's geregistreerd in 2004.
Na de herindeling van 2007 werden de gemeentes Gundsø en Ramsø bij Roskilde gevoegd.